# Třída Montes Azules
Třída Montes Azules je třída výsadkových a podpůrných lodí mexického námořnictva. Jedná se o největší válečné lodě postavené v mexických loděnicích.  Hlavním úkolem plavidel je přeprava vozidel, osob a materiálu, popřípadě asistování při likvidaci živelních pohrom. 

## Stavba
Třídu tvoří celkem dvě jednotky postavené mexickou loděnicí Salina Cruz Naval SY v Salina Cruz.
Jednotky třídy Montes Azules:
| Jméno                  | Spuštěna   | Vstup do služby    | Poznámka |
| ---------------------- | ---------- | ------------------ | -------- |
| Montes Azules (BAL 01) | 2011       | 23. listopadu 2011 | aktivní  |
| Libertad (BAL 02)      | srpen 2011 | 19. listopadu 2012 | aktivní  |

## Konstrukce
Výzbroj tvoří pět 40mm kanónů. Nad nákladovou palubou se nachází přistávací plocha pro vrtulník. Pohonný systém tvoří dva diesely. Lodní šrouby jsou dva.